# Jean Desailly
Jean Desailly (Parijs, 24 augustus 1920 - Parijs, 11 juni 2008) was een Frans acteur. 

## Leven en werk

### Opleiding en eerste stappen in de toneel- en filmwereld
Na zijn studies aan de École nationale supérieure des beaux-arts probeerde Desailly zijn werk als publiciteitstekenaar te combineren met acteren in een amateurgezelschap. In 1942 besloot hij zich volledig te richten op het acteurschap en ging hij lessen volgen aan het Conservatoire de Paris waar hij aan het einde van het eerste jaar een eerste prijs behaalde. In 1942 nog trad hij toe tot de Comédie-Française waar hij jeune premier-rollen vertolkte in stukken van hoofdzakelijk klassieke dramaturgen, onder regie van onder meer Jean-Louis Barrault. Een jaar later maakte hij zijn debuut op het witte doek in de op de gelijknamige roman van Georges Simenon gebaseerde misdaadfilm Le Voyageur de la Toussaint. Op de filmset maakte de onlangs gehuwde Desailly kennis met de actrice Simone Valère.

### Toneel
In 1946 volgde hij Barrault, die ontslag had genomen bij de Comédie-Française, naar de compagnie Renaud-Barrault, het theatergezelschap dat Barrault net gesticht had samen met zijn vrouw Madeleine Renaud. Desailly kende bij hen, in het Théâtre Marigny en in het Théâtre de l'Odéon, een kwarteeuw lang (1946-1972) heel drukke jaren en grote successen met een repertoire waarin alle grote namen vertegenwoordigd waren, zowel klassieke auteurs (Aeschylus, Shakespeare, Molière, Beaumarchais, Marivaux, Musset, Tsjechov) als moderne toneelschrijvers (Paul Claudel, Jean Giraudoux, Jacques Prévert, Eugène Ionesco, Franz Kafka). Hij vond er bovendien Simone Valère opnieuw op zijn weg, de vrouw met wie hij een levenslange relatie begon.
Aan het einde van de jaren zestig, toen de artistieke directie van het koppel Renaud-Barrault ten einde liep, braken er moeilijke tijden aan voor Desailly en Valère. In de jaren zeventig namen ze achtereenvolgens de leiding van het Théâtre Hébertot en het Théâtre Edouard VII. Ten slotte verzekerden ze de leiding van het Théâtre de la Madeleine van 1980 tot 2002. In het Madeleine-repertoire kwamen vooral moderne toneelauteurs aan bod (Jean Giraudoux, Henry de Montherlant, Jean Anouilh, André Roussin, Peter Ustinov...).
Ondanks zijn vele film- en televisiewerk bleef het theater prioritair voor Desailly.

### Film

#### Eerste jaren als filmacteur
Desailly maakte zijn filmdebuut in jeune premier-rollen in komedies met sprekende titels als Sylvie et le Fantôme, Amour, délices et orgues, Une grande fille toute simple en Chéri. Van meet af aan was hij ook te zien in literatuurverfilmingen van onder meer Georges Simenon (de misdaadfilm Le Voyageur de la Toussaint, 1943), Honoré de Balzac (het drama Le Père Goriot, 1945), Victorien Sardou (het historisch drama Patrie, 1946) en André Gide (het drama La Symphonie pastorale uit 1946 werd bekroond met de Gouden Palm en oogstte een groot commercieel succes).

#### Jaren vijftig: acteur in grote successen
In 1954 maakte hij in de rol van Marivaux deel uit van Si Versailles m'était conté..., een historisch fresco van Sacha Guitry dat de meest bekeken film in Frankrijk was dat jaar. Hij vertolkte vervolgens de jaloerse en ontgoochelde aanbidder van Michèle Morgan in de tragikomedie Les Grandes Manœuvres (René Clair, 1955), eveneens een reusachtig succes aan de Franse filmkassa. In het familiedrama Les Grandes Familles (1958), een groot commercieel succes naar de gelijknamige roman van Maurice Druon, had hij de rijke en machtige patriarch Jean Gabin als dominante vader.
In die periode volgden twee andere Simenonverfilmingen: hij gaf gestalte aan de dubbelzinnige impotente echtgenoot die er door commissaris Maigret (Gabin) van verdacht wordt een psychopathische seriemoordenaar te zijn in de populaire misdaadfilm Maigret tend un piège (1958). Twee jaar later, in de succesvolle komedie Le Baron de l'écluse (1960), had hij in een heel ander verhaal een derde keer Jean Gabin als tegenspeler. 
In 1959 vertolkte hij voor het eerst een politiecommissaris in de misdaadfilm 125, rue Montmartre. 

#### Jaren zestig: doorleefde rollen
In 1961 regisseerde Edouard Molinaro Desailly in het drama La Mort de Belle (1961). In deze Simenonverfilming wordt Desailly opnieuw van moord verdacht en wordt hij pas echt een moordenaar nadat hij vrijgelaten is na zijn politieverhoor. 
Hij werd door Melville naast Jean-Paul Belmondo gecast als de politiecommissaris in de misdaadfilm Le Doulos (1962). In het overspeldrama La Peau douce (1964) gaf Truffaut hem de hoofdrol als de schrijver met een gelukkig en geregeld leven die een verhouding begint met een stewardess (Françoise Dorléac).

#### Latere filmcarrière
Vanaf het midden van de jaren zeventig was hij minder en minder te zien op het witte doek. Hij besteedde vanaf dan al zijn energie aan zijn toneelactiviteiten.
Vele jaren na Le Doulos kruiste Desailly nog twee keer het pad van Belmondo in de misdaadfilms L'Héritier (1973) en Le Professionnel (1981) die een kaskraker werd in Frankrijk.

### Televisie (selectie)

#### Toneel
Naast het toneel en de film besteedde Desailly ook tijd aan de televisie vanaf 1954. De eerste twintig jaar speelde hij vooral mee in verfilmd toneel  van onder meer Molière, Marivaux, Tsjechov en Roussin.
Hij was te zien in een documentaire over de glorietijd van de compagnie Renaud-Barrault in Madeleine Renaud, Jean-Louis Barrault (1957). Ook legde hij een getuigenis af over overleden collega's in de portretten Ces chers disparus : Françoise Dorléac (1984) en Gabin, gueule d'amour (2001).
Tussen 1969 en 1980 verscheen hij zeven keer in de populaire reeks Au théâtre ce soir waarin toneelstukken opgenomen en uitgezonden werden.

#### Series en films
In 1963 vertolkte hij de titelrol in de historische miniserie Le Chevalier de Maison-Rouge. De populariteit van de serie blies zijn filmcarrière nieuw leven in. Dertig jaar na zijn vertolking van het Colette-personage Chéri in de tragikomedie Chéri (1950) speelde Desailly de vader van Claudine, een ander belangrijk personage in het werk van Colette, in drie films van Edouard Molinaro (Claudine à l'école, Claudine à Paris en Claudine en ménage, 1978). Hij werd opnieuw gecast, weliswaar in een andere rol, in Les Grandes Familles (1989), een vierdelige miniserie van Molinaro, een remake van de gelijknamige film (1958) naar Druon. 

### Privéleven
Eerst was Desailly getrouwd met de actrice Nicole Desailly. Ze schonk hem twee kinderen. Na hun scheiding ging hij in 1950 samenwonen met de actrice Simone Valère met wie hij na 48 jaar trouwde in 1998. Valère en Desailly waren erg vaak samen te zien, zowel op het grote scherm als op de bühne.
Desailly overleed in 2008 op 87-jarige leeftijd.

## Filmografie (ruime selectie)
- 1943 - Le Voyageur de la Toussaint (Louis Daquin)
- 1945 - Le Père Goriot (Robert Vernay)
- 1945 - Le Jugement dernier (René Chanas)
- 1946 - Sylvie et le Fantôme (Claude Autant-Lara)
- 1946 - Patrie (Louis Daquin)
- 1946 - La Symphonie pastorale (Jean Delannoy)
- 1946 - La Revanche de Roger la honte (André Cayatte)
- 1947 - Amour, délices et orgues (André Berthomieu)
- 1947 - Carré de valets (André Berthomieu)
- 1948 - Une grande fille toute simple (Jacques Manuel)
- 1949 - Le Point du jour (Louis Daquin)
- 1949 - La Veuve et l'Innocent (André Cerf)
- 1949 - Occupe-toi d'Amélie (Claude Autant-Lara)
- 1950 - Chéri (Pierre Billon)
- 1954 - Si Versailles m'était conté... (Sacha Guitry)
- 1955 - Les Grandes Manœuvres (René Clair)
- 1955 - On ne badine pas avec l'amour (Jean Desailly) (korte film naar Alfred de Musset)
- 1958 - Maigret tend un piège (Jean Delannoy)
- 1958 - Les Grandes Familles (Denys de La Patellière)
- 1959 - 125, rue Montmartre (Gilles Grangier)
- 1960 - Le Secret du chevalier d'Éon (Jacqueline Audry)
- 1960 - Préméditation (André Berthomieu)
- 1960 - Le Baron de l'écluse (Jean Delannoy)
- 1961 - La Mort de Belle (Edouard Molinaro)
- 1961 - Les Amours célèbres (Michel Boisrond) (anthologiefilm, episode Les Comédiennes)
- 1962 - Les Sept Péchés capitaux (anthologiefilm, episode La Luxure van Jacques Demy)
- 1962 - Le Doulos (Jean-Pierre Melville)
- 1964 - L'Année du bac (Maurice Delbez)
- 1964 - La Peau douce (François Truffaut)
- 1966 - De dans van de reiger (Fons Rademakers)
- 1966 - La Vingt-cinquième Heure (Henri Verneuil)
- 1967 - Le Franciscain de Bourges (Claude Autant-Lara)
- 1970 - L'Ardoise (Claude Bernard-Aubert)
- 1971 - Comptes à rebours (Roger Pigaut)
- 1972 - The Assassination of Trotsky (Joseph Losey)
- 1972 - Un flic (Jean-Pierre Melville)
- 1973 - L'Héritier (Philippe Labro)
- 1974 - L'Ironie du sort (Edouard Molinaro)
- 1978 - Le Cavaleur (Philippe de Broca)
- 1978 - Je te tiens, tu me tiens par la barbichette (Jean Yanne)
- 1979 - Le Mouton noir (Jean-Pierre Moscardo)
- 1980 - Pile ou face (Robert Enrico)
- 1981 - Le Professionnel (Georges Lautner)
- 1983 - Le Fou du Roi (Yvan Chiffre)
- 1988 - Équipe de nuit (Claude d'Anna)
- 1998 - Le radeau de la Méduse (Iradj Azimi)
- 1999 - La Dilettante (Pascal Thomas)

## Commentaarstem
- Tussen 1946 en 1981 verzorgde hij regelmatig het commentaar in documentaire korte films waarvan sommige geregisseerd waren door gerenommeerde documentairemakers als Henri Storck, François Reichenbach en Daniel Lecomte.
- Tussen 1967 en 1971 was hij de verteller in een tiental afleveringen uit de politieserie Les Enquêtes du commissaire Maigret (televisie).
- In 1972 was hij ook de verteller in de succesrijke zesdelige historische miniserie Les Rois maudits, gebaseerd op de gelijknamige romans van Maurice Druon (televisie).